# Onychodactylus fischeri
La Salamandra con garras de Fischer (Onychodactylus fischeri) también conocida como salamandra de garras y cola larga. es una salamandra no pulmonada que habita en la península coreana, regiones del lejano oriente ruso y del lado de la frontera China en esa región. Tiene setenta y ocho cromosomas en total (veinte y siete pares de microcromosomas, seis pares de cromosomas de tamaño medio y seis pares de cromosomas de gran tamaño)